# Massimo Briaschi
Massimo Briaschi (ur. 12 maja 1958 w Lugo di Vicenza) – włoski piłkarz, znany z występów w Juventusie, z którym w 1985 roku zdobył Puchar Europy, a w 1985 roku mistrzostwo Włoch. Wychowanek Lanerossi Vicenza, potem piłkarz Cagliari Calcio, Genoi i AC Prato.